# كين واجستاف
كين واجستاف (بالإنجليزية: Ken Wagstaff)‏ هو لاعب كرة قدم بريطاني في مركز الهجوم، ولد في 24 نوفمبر 1942 في Langwith, Derbyshire ‏ في المملكة المتحدة. لعب مع نادي مانسفيلد تاون وهال سيتي.

## وصلات خارجية
- كين واجستاف على موقع قاعدة بيانات كرة القدم.إي يو (الإنجليزية)
- كين واجستاف على موقع عالم كرة القدم.نت (الإنجليزية)